# Elecciones municipales de Cajamarca de 1983
Las elecciones municipales de Cajamarca de 1983 se llevaron a cabo el 13 de noviembre de 1983 para elegir al alcalde y al Concejo Provincial del Cajamarca para el periodo 1984-1986. La elección se celebró simultáneamente con elecciones municipales en todo el país.

## Sistema electoral
La Municipalidad Provincial de Cajamarca es el órgano administrativo y de gobierno de la provincia de Cajamarca. Está compuesta por el alcalde y el Concejo Provincial.
La votación del alcalde y el concejo se realiza en base al sufragio universal, que comprende a todos los ciudadanos nacionales mayores de dieciocho años, empadronados y residentes en la provincia de Cajamarca y en pleno goce de sus derechos políticos, así como a los ciudadanos no nacionales residentes y empadronados en la provincia de Cajamarca.
El Concejo Provincial de Cajamarca está compuesto por 19 regidores elegidos por sufragio directo para un período de tres (3) años, en forma conjunta con la elección del alcalde (quien lo preside). La votación es por lista cerrada y bloqueada. Se asigna a la lista ganadora los escaños según el método d'Hondt o la mitad más uno, lo que más le favorezca.

## Composición del Concejo Provincial de Cajamarca
La siguiente tabla muestra la composición del Concejo Provincial de Cajamarca antes de las elecciones.
| Partidos | Partidos                | Regidores |
| -------- | ----------------------- | --------- |
|          | Partido Aprista Peruano | 10        |
|          | Acción Popular          | 7         |
|          | Izquierda Unida         | 2         |

## Partidos y candidatos
A continuación se muestra una lista de los principales partidos y alianzas electorales que participaron en las elecciones:
| Candidatura | Candidatura | Partidos y alianzas | Candidatos | Candidatos              | Ideología                                               | Resultado previo | Resultado previo | Ref. |
| Candidatura | Candidatura | Partidos y alianzas | Candidatos | Candidatos              | Ideología                                               | Votos (%)        | Reg.             | Ref. |
| ----------- | ----------- | --- | ---------- | ----------------------- | ------------------------------------------------------- | ---------------- | ---------------- | ---- |
|             | APRA        | Lista - Partido Aprista Peruano (APRA) |            | Carlos Malpica Rivarola | Aprismo                                                 | 49.21%           | 10               |      |
|             | AP          | Lista - Acción Popular (AP) |            | Raúl Tejada Cieza       | Humanismo Nacionalismo cívico Reformismo                | 35.24%           | 7                |      |
|             | IU          | Lista - Izquierda Unida (IU) – Unión de Izquierda Revolucionaria (UNIR) – Unidad Democrático Popular (UDP) – Partido Socialista Revolucionario (PSR) – Partido Comunista Revolucionario (PCR) – Partido Comunista Peruano (PCP) – Frente Obrero Campesino Estudiantil y Popular (FOCEP) |            | Eduardo Burga Bartra    | Marxismo-leninismo Mariateguismo Socialismo democrático | 13.24%           | 2                |      |
|             | PPC         | Lista - Partido Popular Cristiano (PPC) |            | Augusto Zingg Pinillos  | Conservadurismo social Humanismo Democracia cristiana   | 2.31%            | 0                |      |

## Resultados

### Sumario general
|                        |                                 |              |              |              |           |           |
| Partidos y coaliciones | Partidos y coaliciones          | Voto popular | Voto popular | Voto popular | Regidores | Regidores |
| Partidos y coaliciones | Partidos y coaliciones          | Votos        | %            | ±pp          | Total     | +/−       |
|                        | Partido Aprista Peruano (APRA)  | 12,923       | 47.52        | –1.69        | 11        | +1        |
|                        | Acción Popular (AP)             | 5,315        | 19.54        | –15.70       | 3         | –4        |
|                        | Izquierda Unida (IU)            | 4,905        | 18.04        | +4.80        | 3         | +1        |
|                        | Partido Popular Cristiano (PPC) | 4,051        | 14.90        | +12.59       | 2         | +2        |
|                        |                                 |              |              |              |           |           |
| Total                  | Total                           | 27,194       |              |              | 19        | ±0        |
|                        |                                 |              |              |              |           |           |
| Votos válidos          | Votos válidos                   | 27,194       | 73.15        | –4.82        |           |           |
| Votos en blanco        | Votos en blanco                 | 3,346        | 9.00         | +2.69        |           |           |
| Votos nulos            | Votos nulos                     | 6,636        | 17.85        | +2.13        |           |           |
| Votos emitidos         | Votos emitidos                  | 37,176       | 61.82        | –7.64        |           |           |
| Abstenciones           | Abstenciones                    | 22,959       | 38.18        | +7.64        |           |           |
| Votantes registrados   | Votantes registrados            | 60,135       |              |              |           |           |
|                        |                                 |              |              |              |           |           |
| Fuente:                |                                 |              |              |              |           |           |

## Elecciones municipales distritales

### Resultados por distrito
La siguiente tabla enumera el control de los distritos de la provincia de Cajamarca. El cambio de mando de una organización política se resalta del color de ese partido.
| Distrito           | Alcalde(sa) titular          | Partido político | Partido político        | Alcalde(sa) electo(a)      | Partido político | Partido político        |
| ------------------ | ---------------------------- | ---------------- | ----------------------- | -------------------------- | ---------------- | ----------------------- |
| Asunción           | Milciades Posadas Méndez     |                  | Partido Aprista Peruano | Alejandro Tello Narro      |                  | Partido Aprista Peruano |
| Chetilla           | Teófilo Quito Tambillo       |                  | Acción Popular          | Carlos Mendoza Terán       |                  | Acción Popular          |
| Cospán             | Gilberto Aréstegui Alcántara |                  | Partido Aprista Peruano | Luis Aréstegui Alcántara   |                  | Partido Aprista Peruano |
| Encañada           | Segundo Pajares Bringas      |                  | Partido Aprista Peruano | José Pajares Bringas       |                  | Partido Aprista Peruano |
| Jesús              | Julio Silva Cueva            |                  | Partido Aprista Peruano | Aurelio Sánchez Villanueva |                  | Partido Aprista Peruano |
| Llacanora          | Leoncio Linares Salazar      |                  | Partido Aprista Peruano | Leoncio Linares Salazar    |                  | Partido Aprista Peruano |
| Los Baños del Inca | César Ángeles Ravines        |                  | Partido Aprista Peruano | José Polanco Huatay        |                  | Partido Aprista Peruano |
| Magdalena          | Absalón Soriano Vergara      |                  | Partido Aprista Peruano | Pedro Pretel Sagástegui    |                  | Acción Popular          |
| Matara             | César Araujo Cabrera         |                  | Partido Aprista Peruano | José Arista Bueno          |                  | Partido Aprista Peruano |
| Namora             | Sergio Villar Romero         |                  | Partido Aprista Peruano | Alindor Cueva Rodríguez    |                  | Partido Aprista Peruano |
| San Juan           | Julio Ravines Boñón          |                  | Partido Aprista Peruano | Julio Correa Ortiz         |                  | Partido Aprista Peruano |